# Norwich City Football Club 2012-2013
Questa voce raccoglie le informazioni riguardanti il Norwich City Football Club nelle competizioni ufficiali della stagione 2012-2013.

## Stagione
Il Norwich City chiuse la stagione all'11º posto in classifica. L'avventura nella Football League Cup 2012-2013 si chiuse ai quarti di finale, con l'eliminazione per mano dell'Aston Villa, mentre quella nella FA Cup 2012-2013 terminò al terzo turno, con la sconfitta contro il Luton Town. I giocatori più utilizzati in stagione furono Bradley Johnson e Robert Snodgrass, entrambi con 40 presenze (37 in campionato e 3 nelle coppe). Il miglior marcatore fu Grant Holt, con 8 reti (tutte in Premier League).

## Maglie e sponsor
Lo sponsor tecnico per la stagione 2012-2013 fu Erreà, mentre lo sponsor ufficiale fu Aviva. La divisa casalinga era composta da una maglia gialla con colletto verde, pantaloncini verdi e calzettoni gialli. Quella da trasferta era invece completamente nera, con inserti gialli.
| Casa | Trasferta |

## Rosa
| N. |                         | Ruolo | Calciatore         |
| -- | ----------------------- | ----- | ------------------ |
| 1  | Inghilterra (bandiera)  | P     | John Ruddy         |
| 2  | Scozia (bandiera)       | D     | Russell Martin     |
| 3  | Scozia (bandiera)       | D     | Steven Whittaker   |
| 4  | Inghilterra (bandiera)  | C     | Bradley Johnson    |
| 5  | Camerun (bandiera)      | D     | Sébastien Bassong  |
| 6  | Inghilterra (bandiera)  | D     | Michael Turner     |
| 7  | Scozia (bandiera)       | C     | Robert Snodgrass   |
| 8  | Inghilterra (bandiera)  | C     | Jonathan Howson    |
| 9  | Inghilterra (bandiera)  | A     | Grant Holt         |
| 10 | Canada (bandiera)       | A     | Simeon Jackson     |
| 11 | Sudafrica (bandiera)    | C     | Andrew Surman      |
| 12 | Irlanda (bandiera)      | C     | Anthony Pilkington |
| 13 | Inghilterra (bandiera)  | P     | Declan Rudd        |
| 14 | Irlanda (bandiera)      | C     | Wes Hoolahan       |
| 15 | Inghilterra (bandiera)  | C     | David Fox          |
| 16 | Sierra Leone (bandiera) | A     | Kei Kamara         |
| 16 | Galles (bandiera)       | A     | Steve Morison      |

| N. |                             | Ruolo | Calciatore        |
| -- | --------------------------- | ----- | ----------------- |
| 17 | Inghilterra (bandiera)      | C     | Elliott Bennett   |
| 18 | Spagna (bandiera)           | D     | Javier Garrido    |
| 19 | Argentina (bandiera)        | A     | Luciano Becchio   |
| 19 | Inghilterra (bandiera)      | A     | James Vaughan     |
| 20 | Inghilterra (bandiera)      | D     | Leon Barnett      |
| 21 | Inghilterra (bandiera)      | C     | Jacob Butterfield |
| 22 | Inghilterra (bandiera)      | D     | Elliott Ward      |
| 23 | Inghilterra (bandiera)      | D     | Marc Tierney      |
| 24 | Inghilterra (bandiera)      | D     | Ryan Bennett      |
| 25 | Inghilterra (bandiera)      | A     | Chris Martin      |
| 26 | Scozia (bandiera)           | C     | Simon Lappin      |
| 27 | Norvegia (bandiera)         | C     | Alexander Tettey  |
| 28 | Inghilterra (bandiera)      | P     | Mark Bunn         |
| 31 | Inghilterra (bandiera)      | P     | Jed Steer         |
| 32 | Inghilterra (bandiera)      | C     | Korey Smith       |
| 37 | Inghilterra (bandiera)      | A     | Harry Kane        |
| 42 | Irlanda del Nord (bandiera) | P     | Lee Camp          |

## Calciomercato

### Sessione estiva(dal 01/07 al 31/08)
| Acquisti | Acquisti          | Acquisti   | Acquisti   |
| R.       | Nome              | da         | Modalità   |
| -------- | ----------------- | ---------- | ---------- |
| P        | Mark Bunn         | Blackburn  | definitivo |
| D        | Sébastien Bassong | Tottenham  | definitivo |
| D        | Javier Garrido    | Lazio      | prestito   |
| D        | Michael Turner    | Sunderland | definitivo |
| D        | Steven Whittaker  |            | svincolato |
| C        | Jacob Butterfield | Barnsley   | definitivo |
| C        | Robert Snodgrass  | Leeds Utd  | definitivo |
| C        | Alexander Tettey  | Rennes     | definitivo |
| A        | Harry Kane        | Tottenham  | prestito   |

| Cessioni | Cessioni         | Cessioni          | Cessioni   |
| R.       | Nome             | a                 | Modalità   |
| -------- | ---------------- | ----------------- | ---------- |
| D        | Daniel Ayala     | Nottingham Forest | prestito   |
| D        | Richard Brindley |                   | svincolato |
| D        | Adam Drury       |                   | svincolato |
| D        | George Francomb  | AFC Wimbledon     | prestito   |
| D        | Zak Whitbread    |                   | svincolato |
| C        | Tom Adeyemi      | Brentford         | prestito   |
| C        | Matt Ball        |                   | svincolato |
| C        | Andrew Crofts    | Brighton          | definitivo |
| C        | Josh Dawkin      |                   | svincolato |
| A        | James Vaughan    | Huddersfield Town | prestito   |
| A        | Aaron Wilbraham  |                   | svincolato |

### Tra le due sessioni
| Acquisti | Acquisti        | Acquisti          | Acquisti      |
| R.       | Nome            | da                | Modalità      |
| -------- | --------------- | ----------------- | ------------- |
| P        | Jed Steer       | Cambridge Utd     | fine prestito |
| D        | George Francomb | AFC Wimbledon     | fine prestito |
| D        | Elliott Ward    | Nottingham Forest | fine prestito |
| C        | Korey Smith     | Yeovil Town       | fine prestito |

| Cessioni | Cessioni          | Cessioni          | Cessioni |
| R.       | Nome              | a                 | Modalità |
| -------- | ----------------- | ----------------- | -------- |
| P        | Jed Steer         | Cambridge Utd     | prestito |
| D        | Elliott Ward      | Nottingham Forest | prestito |
| C        | Jacob Butterfield | Bolton            | prestito |
| C        | Simon Lappin      | Cardiff City      | prestito |
| C        | Korey Smith       | Yeovil Town       | prestito |
| A        | Chris Martin      | Swindon Town      | prestito |

### Sessione invernale(dal 01/01 al 31/01)
| Acquisti | Acquisti          | Acquisti          | Acquisti      |
| R.       | Nome              | da                | Modalità      |
| -------- | ----------------- | ----------------- | ------------- |
| P        | Lee Camp          | Nottingham Forest | definitivo    |
| C        | Jacob Butterfield | Bolton            | fine prestito |
| C        | Simon Lappin      | Cardiff City      | fine prestito |
| A        | Luciano Becchio   | Leeds Utd         | definitivo    |
| A        | Kei Kamara        | Sporting K.C.     | prestito      |

| Cessioni | Cessioni          | Cessioni          | Cessioni      |
| R.       | Nome              | a                 | Modalità      |
| -------- | ----------------- | ----------------- | ------------- |
| P        | Declan Rudd       | Preston N.E.      | prestito      |
| D        | Elliott Ward      | Nottingham Forest | prestito      |
| C        | Jacob Butterfield | Crystal Palace    | prestito      |
| C        | Simon Lappin      | Cardiff City      | definitivo    |
| A        | Harry Kane        | Tottenham         | fine prestito |
| A        | Steve Morison     | Leeds Utd         | definitivo    |

### Dopo la sessione invernale
| Acquisti | Acquisti          | Acquisti       | Acquisti      |
| R.       | Nome              | da             | Modalità      |
| -------- | ----------------- | -------------- | ------------- |
| D        | Leon Barnett      | Cardiff City   | fine prestito |
| C        | Jacob Butterfield | Crystal Palace | fine prestito |
| A        | Chris Martin      | Swindon Town   | fine prestito |

| Cessioni | Cessioni     | Cessioni        | Cessioni |
| R.       | Nome         | a               | Modalità |
| -------- | ------------ | --------------- | -------- |
| D        | Leon Barnett | Cardiff City    | prestito |
| C        | Korey Smith  | Oldham Athletic | prestito |
| A        | Chris Martin | Derby County    | prestito |

## Risultati

### Premier League
| Arbitro: | Oliver (Ashington) |

|                                                            |           |  |
| Duff 27’ Petrić 42’, 54’ Kačaniklić 66’ Sidwell 90’ (rig.) | Marcatori |  |

| Arbitro: | Clattenburg (Consett) |

|             |           |            |
| Jackson 11’ | Marcatori | 19’ Zamora |

| Arbitro: | Halsey (Welwyn Garden City) |

|             |           |               |
| Dembélé 68’ | Marcatori | 85’ Snodgrass |

| Norwich 15 settembre 2012, ore 12:45 4ª giornata | Norwich City    | 0 – 0 referto | West Ham Utd | Carrow Road (26.806 spett.)\| Arbitro: \| Foy (St Helens) \| |
| Arbitro:                                         | Foy (St Helens) |               |              |                                                              |

| Arbitro: | Swarbrick (Preston) |

|        |           |  |
| Ba 20’ | Marcatori |  |

| Arbitro: | Jones (Chester) |

|                      |           |                                           |
| Morison 61’ Holt 87’ | Marcatori | 2’, 38’, 57’ Suárez 47’ Şahin 68’ Gerrard |

| Arbitro: | Taylor (Wythenshawe) |

|                                                |           |          |
| Torres 14’ Lampard 22’ Hazard 31’ Ivanović 76’ | Marcatori | 11’ Holt |

| Arbitro: | Probert (South Gloucestershire) |

|          |           |  |
| Holt 19’ | Marcatori |  |

| Arbitro: | Dowd (Staffordshire) |

|             |           |            |
| Benteke 27’ | Marcatori | 79’ Turner |

| Arbitro: | Marriner (Birmingham) |

|             |           |  |
| Johnson 44’ | Marcatori |  |

| Reading 10 novembre 2012, ore 15:00 11ª giornata | Reading         | 0 – 0 referto | Norwich City | Madejski Stadium (24.080 spett.)\| Arbitro: \| Foy (St Helens) \| |
| Arbitro:                                         | Foy (St Helens) |               |              |                                                                   |

| Arbitro: | Taylor (Wythenshawe) |

|                |           |  |
| Pilkington 60’ | Marcatori |  |

| Arbitro: | Jones (Chester) |

|              |           |             |
| Naismith 12’ | Marcatori | 90’ Bassong |

| Arbitro: | Clattenburg (Consett) |

|             |           |               |
| Lambert 32’ | Marcatori | 45’ Snodgrass |

| Arbitro: | Dowd (Staffordshire) |

|                           |           |             |
| Bassong 8’ Pilkington 37’ | Marcatori | 44’ Gardner |

| Arbitro: | Webb (Rotherham) |

|                              |           |                                                  |
| Michu 51’, 90’ de Guzmán 59’ | Marcatori | 16’ Whittaker 40’ Bassong 44’ Holt 77’ Snodgrass |

| Arbitro: | Probert (South Gloucestershire) |

|                             |           |             |
| Pilkington 15’ Hoolahan 64’ | Marcatori | 51’ Maloney |

| Arbitro: | Atkinson (Bradford) |

|                     |           |               |
| Gera 44’ Lukaku 82’ | Marcatori | 23’ Snodgrass |

| Arbitro: | Moss (Sunderland) |

|  |           |          |
|  | Marcatori | 38’ Mata |

| Arbitro: | Jones (Chester) |

|                                   |           |                                         |
| Pilkington 15’ R. Martin 63’, 75’ | Marcatori | 2’, 4’ Džeko 50’ Agüero 67’ (aut.) Bunn |

| Arbitro: | Clattenburg (Consett) |

|                             |           |               |
| Noble 3’ (rig.) O'Brien 26’ | Marcatori | 90’ R. Martin |

| Norwich 12 gennaio 2013, ore 15:00 22ª giornata | Norwich City         | 0 – 0 referto | Newcastle Utd | Carrow Road (26.752 spett.)\| Arbitro: \| Taylor (Wythenshawe) \| |
| Arbitro:                                        | Taylor (Wythenshawe) |               |               |                                                                   |

| Arbitro: | Clattenburg (Consett) |

|                                                                          |           |  |
| Henderson 26’ Suárez 36’ Sturridge 59’ Gerrard 66’ R. Bennett 74’ (aut.) | Marcatori |  |

| Arbitro: | Swarbrick (Preston) |

|              |           |          |
| Hoolahan 32’ | Marcatori | 80’ Bale |

| Londra 2 febbraio 2013, ore 12:45 25ª giornata | QPR               | 0 – 0 referto | Norwich City | Loftus Road (17.543 spett.)\| Arbitro: \| Moss (Sunderland) \| |
| Arbitro:                                       | Moss (Sunderland) |               |              |                                                                |

| Norwich 9 febbraio 2013, ore 15:00 26ª giornata | Norwich City     | 0 – 0 referto | Fulham | Carrow Road (26.816 spett.)\| Arbitro: \| Webb (Rotherham) \| |
| Arbitro:                                        | Webb (Rotherham) |               |        |                                                               |

| Arbitro: | Mason (Bolton) |

|                     |           |           |
| Kamara 84’ Holt 90’ | Marcatori | 21’ Osman |

| Arbitro: | Swarbrick (Preston) |

|                                 |           |  |
| Kagawa 45’, 76’, 87’ Rooney 90’ | Marcatori |  |

| Norwich 9 marzo 2013, ore 15:00 29ª giornata | Norwich City          | 0 – 0 referto | Southampton | Carrow Road (26.783 spett.)\| Arbitro: \| Clattenburg (Consett) \| |
| Arbitro:                                     | Clattenburg (Consett) |               |             |                                                                    |

| Arbitro: | Foy (St Helens) |

|                    |           |              |
| Gardner 40’ (rig.) | Marcatori | 26’ Hoolahan |

| Arbitro: | Webb (Rotherham) |

|          |           |  |
| Koné 31’ | Marcatori |  |

| Arbitro: | Oliver (Ashington) |

|                          |           |                     |
| Snodgrass 40’ Turner 60’ | Marcatori | 35’ Michu 75’ Moore |

| Arbitro: | Jones (Chester) |

|                                           |           |            |
| Arteta 85’ (rig.) Giroud 88’ Podolski 90’ | Marcatori | 56’ Turner |

| Arbitro: | Dean (Wirral) |

|                               |           |              |
| R. Bennett 50’ E. Bennett 51’ | Marcatori | 72’ McCleary |

| Arbitro: | Taylor (Wythenshawe) |

|          |           |  |
| Adam 46’ | Marcatori |  |

| Arbitro: | Friend (Bristol) |

|                 |           |                     |
| Holt 74’ (rig.) | Marcatori | 55’, 89’ Agbonlahor |

| Arbitro: | Webb (Rotherham) |

|                                                      |           |  |
| Snodgrass 25’ Holt 62’ McAuley 65’ (aut.) Howson 90’ | Marcatori |  |

| Arbitro: | Halsey (Welwyn Garden City) |

|                  |           |                                    |
| Rodwell 30’, 59’ | Marcatori | 26’ Pilkington 54’ Holt 65’ Howson |

### Football League Cup
| Arbitro: | Gibbs |

|                                |           |           |
| Lappin 32’ Hoolahan 56’ (rig.) | Marcatori | 34’ Duffy |

| Arbitro: | Deadman |

|            |           |  |
| Tettey 26’ | Marcatori |  |

| Arbitro: | Moss (Sunderland) |

|                                   |           |          |
| Vertonghen 84’ (rig.) Jackson 87’ | Marcatori | 66’ Bale |

| Arbitro: | Oliver (Ashington) |

|             |           |                                         |
| Morison 19’ | Marcatori | 21’ Holman 79’, 85’ Weimann 90’ Benteke |

### FA Cup
| Arbitro: | Attwell (Warwickshire) |

|  |           |                                          |
|  | Marcatori | 30’ E. Bennett 41’ Jackson 70’ Snodgrass |

| Arbitro: | Marriner (Birmingham) |

|  |           |             |
|  | Marcatori | 80’ Rendell |

## Statistiche

### Statistiche di squadra
| Competizione        | Punti | In casa | In casa | In casa | In casa | In casa | In casa | In trasferta | In trasferta | In trasferta | In trasferta | In trasferta | In trasferta | Totale | Totale | Totale | Totale | Totale | Totale | DR  |
| Competizione        | Punti | G       | V       | N       | P       | Gf      | Gs      | G            | V            | N            | P            | Gf           | Gs           | G      | V      | N      | P      | Gf     | Gs     | DR  |
| ------------------- | ----- | ------- | ------- | ------- | ------- | ------- | ------- | ------------ | ------------ | ------------ | ------------ | ------------ | ------------ | ------ | ------ | ------ | ------ | ------ | ------ | --- |
| Premier League      | 44    | 19      | 8       | 7       | 4       | 25      | 20      | 19           | 2            | 7            | 10           | 16           | 38           | 38     | 10     | 14     | 14     | 41     | 58     | -17 |
| Football League Cup | -     | 4       | 3       | 0       | 1       | 6       | 6       | 0            | 0            | 0            | 0            | 0            | 0            | 4      | 3      | 0      | 1      | 6      | 6      | 0   |
| FA Cup              | -     | 1       | 0       | 0       | 1       | 0       | 1       | 1            | 1            | 0            | 0            | 3            | 0            | 2      | 1      | 0      | 1      | 3      | 1      | +2  |
| Totale              | -     | 24      | 11      | 7       | 6       | 31      | 27      | 20           | 3            | 7            | 10           | 19           | 38           | 44     | 14     | 14     | 16     | 50     | 65     | -15 |

### Statistiche dei giocatori
| Giocatore      | Premier League | Premier League | Premier League | Premier League | Football League Cup+FA Cup | Football League Cup+FA Cup | Football League Cup+FA Cup | Football League Cup+FA Cup | Coppe europee | Coppe europee | Coppe europee | Coppe europee | Altre coppe | Altre coppe | Altre coppe | Altre coppe | Totale   | Totale | Totale      | Totale     |
| Giocatore      | Presenze       | Reti           | Ammonizioni    | Espulsioni     | Presenze                   | Reti                       | Ammonizioni                | Espulsioni                 | Presenze      | Reti          | Ammonizioni   | Espulsioni    | Presenze    | Reti        | Ammonizioni | Espulsioni  | Presenze | Reti   | Ammonizioni | Espulsioni |
| -------------- | -------------- | -------------- | -------------- | -------------- | -------------------------- | -------------------------- | -------------------------- | -------------------------- | ------------- | ------------- | ------------- | ------------- | ----------- | ----------- | ----------- | ----------- | -------- | ------ | ----------- | ---------- |
| L. Barnett     | 8              | 0              | 1              | 0              | 2+1                        | 0                          | 0                          | 0                          | ?             | ?             | ?             | ?             | ?           | ?           | ?           | ?           | 11+      | 0+     | 1+          | 0+         |
| S. Bassong     | 34             | 3              | 3              | 0              | 1+0                        | 0                          | 0                          | 0                          | ?             | ?             | ?             | ?             | ?           | ?           | ?           | ?           | 35+      | 3+     | 3+          | 0+         |
| L. Becchio     | 8              | 0              | 0              | 0              | 0                          | 0                          | 0                          | 0                          | ?             | ?             | ?             | ?             | ?           | ?           | ?           | ?           | 8+       | 0+     | 0+          | 0+         |
| E. Bennett     | 24             | 1              | 3              | 0              | 2+2                        | 1+0                        | 0+1                        | 0                          | ?             | ?             | ?             | ?             | ?           | ?           | ?           | ?           | 28+      | 2+     | 4+          | 0+         |
| R. Bennett     | 15             | 1              | 2              | 0              | 2+3                        | 0                          | 0                          | 0                          | ?             | ?             | ?             | ?             | ?           | ?           | ?           | ?           | 20+      | 1+     | 2+          | 0+         |
| M. Bunn        | 23             | 0              | 2              | 1              | 0+3                        | 0+1                        | 0                          | 0                          | ?             | ?             | ?             | ?             | ?           | ?           | ?           | ?           | 26+      | 1+     | 2+          | 1+         |
| J. Butterfield | 0              | 0              | 0              | 0              | 1+2                        | 0                          | 0                          | 0                          | ?             | ?             | ?             | ?             | ?           | ?           | ?           | ?           | 3+       | 0+     | 0+          | 0+         |
| L. Camp        | 3              | 0              | 1              | 0              | 0                          | 0                          | 0                          | 0                          | ?             | ?             | ?             | ?             | ?           | ?           | ?           | ?           | 3+       | 0+     | 1+          | 0+         |
| D. Fox         | 2              | 0              | 0              | 0              | 1+3                        | 0                          | 0                          | 0                          | ?             | ?             | ?             | ?             | ?           | ?           | ?           | ?           | 6+       | 0+     | 0+          | 0+         |
| J. Garrido     | 34             | 0              | 4              | 0              | 0+1                        | 0                          | 0                          | 0                          | ?             | ?             | ?             | ?             | ?           | ?           | ?           | ?           | 35+      | 0+     | 4+          | 0+         |
| G. Holt        | 34             | 8              | 8              | 0              | 1+3                        | 0                          | 0                          | 0                          | ?             | ?             | ?             | ?             | ?           | ?           | ?           | ?           | 38+      | 8+     | 8+          | 0+         |
| W. Hoolahan    | 33             | 3              | 3              | 0              | 1+2                        | 0+1                        | 0                          | 0                          | ?             | ?             | ?             | ?             | ?           | ?           | ?           | ?           | 36+      | 4+     | 3+          | 0+         |
| J. Howson      | 30             | 2              | 2              | 0              | 1+2                        | 0                          | 0                          | 0                          | ?             | ?             | ?             | ?             | ?           | ?           | ?           | ?           | 33+      | 2+     | 2+          | 0+         |
| S. Jackson     | 13             | 1              | 0              | 0              | 2+4                        | 1+1                        | 0                          | 0                          | ?             | ?             | ?             | ?             | ?           | ?           | ?           | ?           | 19+      | 3+     | 0+          | 0+         |
| B. Johnson     | 37             | 1              | 10             | 0              | 2+1                        | 0                          | 0                          | 0                          | ?             | ?             | ?             | ?             | ?           | ?           | ?           | ?           | 40+      | 1+     | 10+         | 0+         |
| K. Kamara      | 11             | 1              | 10             | 0              | 0                          | 0                          | 0                          | 0                          | ?             | ?             | ?             | ?             | ?           | ?           | ?           | ?           | 11+      | 1+     | 10+         | 0+         |
| H. Kane        | 3              | 0              | 0              | 0              | 1+1                        | 0                          | 0                          | 0                          | ?             | ?             | ?             | ?             | ?           | ?           | ?           | ?           | 5+       | 0+     | 0+          | 0+         |
| S. Lappin      | 0              | 0              | 0              | 0              | 1+1                        | 0+1                        | 0                          | 0                          | ?             | ?             | ?             | ?             | ?           | ?           | ?           | ?           | 2+       | 1+     | 0+          | 0+         |
| C. Martin      | 1              | 0              | 0              | 0              | 0+2                        | 0                          | 0                          | 0                          | ?             | ?             | ?             | ?             | ?           | ?           | ?           | ?           | 3+       | 0+     | 0+          | 0+         |
| R. Martin      | 31             | 3              | 1              | 0              | 2+1                        | 0                          | 1+0                        | 0                          | ?             | ?             | ?             | ?             | ?           | ?           | ?           | ?           | 34+      | 3+     | 2+          | 0+         |
| S. Morison     | 19             | 1              | 0              | 0              | 0+3                        | 0+1                        | 0                          | 0                          | ?             | ?             | ?             | ?             | ?           | ?           | ?           | ?           | 22+      | 2+     | 0+          | 0+         |
| A. Pilkington  | 30             | 5              | 2              | 0              | 2+1                        | 0                          | 0                          | 0                          | ?             | ?             | ?             | ?             | ?           | ?           | ?           | ?           | 33+      | 5+     | 2+          | 0+         |
| D. Rudd        | 0              | 0              | 0              | 0              | 2+1                        | 0                          | 0                          | 0                          | ?             | ?             | ?             | ?             | ?           | ?           | ?           | ?           | 3+       | 0+     | 0+          | 0+         |
| R. Snodgrass   | 37             | 6              | 8              | 0              | 1+2                        | 1+0                        | 0                          | 0                          | ?             | ?             | ?             | ?             | ?           | ?           | ?           | ?           | 40+      | 7+     | 8+          | 0+         |
| K. Smith       | 0              | 0              | 0              | 0              | 0                          | 0                          | 0                          | 0                          | ?             | ?             | ?             | ?             | ?           | ?           | ?           | ?           | 0+       | 0+     | 0+          | 0+         |
| J. Steer       | 0              | 0              | 0              | 0              | 0                          | 0                          | 0                          | 0                          | ?             | ?             | ?             | ?             | ?           | ?           | ?           | ?           | 0+       | 0+     | 0+          | 0+         |
| A. Surman      | 4              | 0              | 0              | 0              | 1+2                        | 0                          | 0                          | 0                          | ?             | ?             | ?             | ?             | ?           | ?           | ?           | ?           | 7+       | 0+     | 0+          | 0+         |
| A. Tettey      | 27             | 0              | 4              | 0              | 0+2                        | 0+1                        | 0                          | 0                          | ?             | ?             | ?             | ?             | ?           | ?           | ?           | ?           | 29+      | 1+     | 4+          | 0+         |
| M. Tierney     | 1              | 0              | 0              | 0              | 1+4                        | 0                          | 0                          | 0                          | ?             | ?             | ?             | ?             | ?           | ?           | ?           | ?           | 6+       | 0+     | 0+          | 0+         |
| M. Turner      | 26             | 3              | 6              | 0              | 0+2                        | 0                          | 0                          | 0                          | ?             | ?             | ?             | ?             | ?           | ?           | ?           | ?           | 28+      | 3+     | 6+          | 0+         |
| J. Vaughan     | 0              | 0              | 0              | 0              | 0                          | 0                          | 0                          | 0                          | ?             | ?             | ?             | ?             | ?           | ?           | ?           | ?           | 0+       | 0+     | 0+          | 0+         |
| E. Ward        | 0              | 0              | 0              | 0              | 0+1                        | 0                          | 0                          | 0                          | ?             | ?             | ?             | ?             | ?           | ?           | ?           | ?           | 1+       | 0+     | 0+          | 0+         |
| S. Whittaker   | 13             | 1              | 0              | 0              | 0+1                        | 0                          | 0                          | 0                          | ?             | ?             | ?             | ?             | ?           | ?           | ?           | ?           | 14+      | 1+     | 0+          | 0+         |